# 双稃草
双稃草（学名：Diplachne fusca）为禾本科双稃草属下的一个种。

## 扩展阅读
維基物種上的相關：双稃草